# Debby Stam
Debby Stam (* 24. Juli 1984 in Zaanstad, heute Debby Stam-Pilon) ist eine niederländische Volleyballspielerin.

## Karriere

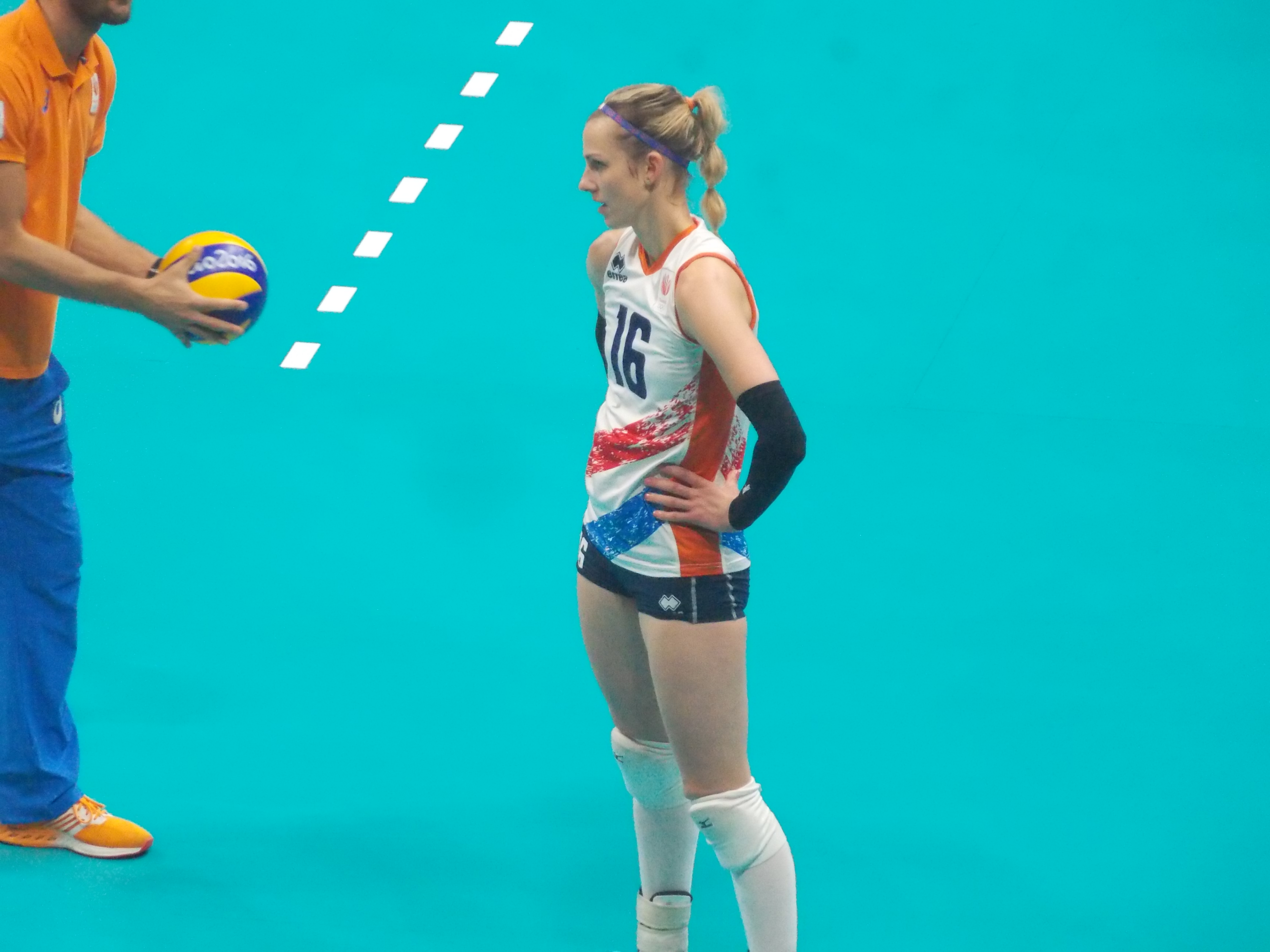
Olympische Sommerspiele 2016.

Stam spielte seit 1991 Volleyball beim heimatlichen VV Zaanstad. 2001 kam sie zum Erstligisten AMVJ Amstelveen. 2003 wechselte sie innerhalb der niederländischen Liga zum VC Weert. 2004 ging Stam zu Martinus Amstelveen, mit dem sie 2006, 2007 und 2008 Meister und Pokalsieger wurde. Danach zog es Stam ins Ausland: Universität Belgorod (2008 russischer Pokalsieg), VakıfBank Spor Kulübü, MKS Muszyna (2011 polnische Meisterschaft und Pokalsieg) und Azerrail Baku waren ihre Stationen. Nach einer Babypause spielte sie 2015/16 noch in Frankreich bei Rocheville Le Cannet.
Stam spielte 347-mal in der niederländischen A-Nationalmannschaft. Sie nahm an mehreren Europameisterschaften und an der Weltmeisterschaft 2006 teil. Mit den Niederlanden gewann Stam den Grand Prix 2007 und stand bei der EM 2009 im Finale. Bei der EM 2015 im eigenen Land gewann Stam erneut die Silbermedaille. Bei den Olympischen Spielen in Rio de Janeiro belegte sie Platz vier.

## Privates
Stam ist seit 2010 mit Paul Pilon verheiratet. Sie haben einen Sohn Mees (geboren im Oktober 2014) und eine Tochter Zazie (geboren im April 2018).